# 徳島県南部健康運動公園野球場
徳島県南部健康運動公園野球場（とくしまけん・なんぶけんこううんどうこうえん・やきゅうじょう）は、徳島県阿南市桑野町・山口町の徳島県南部健康運動公園内の桑野町にある野球場。愛称はJAアグリあなんスタジアム。

「野球のまち」の核施設である。四国アイランドリーグplusに所属する徳島インディゴソックスが2008年より使用する。2008年から2010年まではホームグラウンドの扱いだった。

## 特徴
- 両翼100mクラス

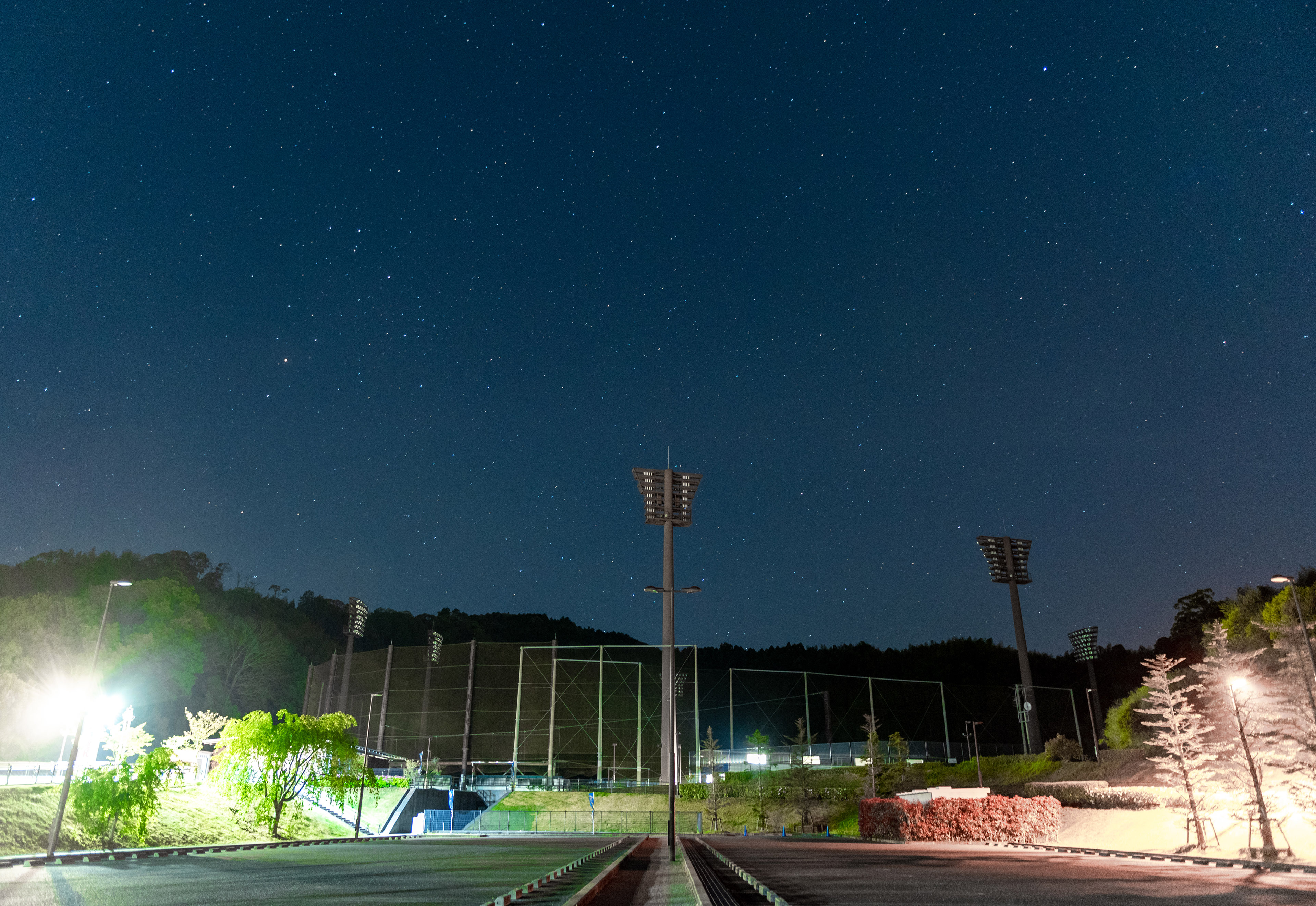
静かで住宅や農地に遠く、光害や騒音問題が生じない

四国4県は前述の四国アイランドリーグplusが公式戦を行っている他、古くからプロ球団がキャンプを実施したりオープン戦・公式戦を開催するなどプロ野球に縁深い地方である。しかしながら4県の野球場をみると、プロ公式戦開催規格（両翼約99.06m、中堅121.9m）を充足するフィールドを有するものは非常に少なく、愛媛県の松山中央公園野球場（坊っちゃんスタジアム）、徳島県の徳島県鳴門総合運動公園野球場（オロナミンC球場）、及び、両翼100mクラスはこのアグリあなんスタジアムの他、高知県の室戸広域公園野球場（室戸マリン球場）、高知県立春野運動公園野球場の計5球場しかない。両翼100mクラスのうち、ナイターのあるものとしては四国初となる。
- 県内最高のナイター照度

整備中にナイターの平均照度が設計当初の内野750Lx・外野400Lxから、内野1500Lx・外野800Lxに変更されたことで、徳島県内で初めて硬式野球公式戦の夜間開催に対応する球場となった。これにより折りしも前年発足した野球の独立リーグ・四国アイランドリーグplusのナイター試合にも対応可能になった。バッテリー間は2300Lxあるとされ、プロ野球チームの中日ドラゴンズは2007年5月に視察し試合可能と判断している。なお、照度（即ち料金）は施設利用者が4段階から選択が可能。
- 珍しい愛称命名者

開場に先立ち、徳島県は野球場の愛称について命名権の売却を決定し募集を行ったところ、地元阿南市・那賀郡那賀町の阿南農業協同組合（JAあなん）が応募し、アグリあなんスタジアムと決まった。期間は5年間、総額750万円で契約。JAによる命名権取得は全国的に極めて珍しいケースである。尚この翌年の2008年4月、県は徳島小松島港の和田島緑地とその各施設の命名権を公募したところ、同じく地元のJAであるJA東とくしまが応募、同年5月より園名を「あいさい緑地」に、野球場を「あいさい球場」として使われている。
なお2012年の契約更新に合わせて、愛称を「JAアグリあなんスタジアム」に変更している。

## 概要

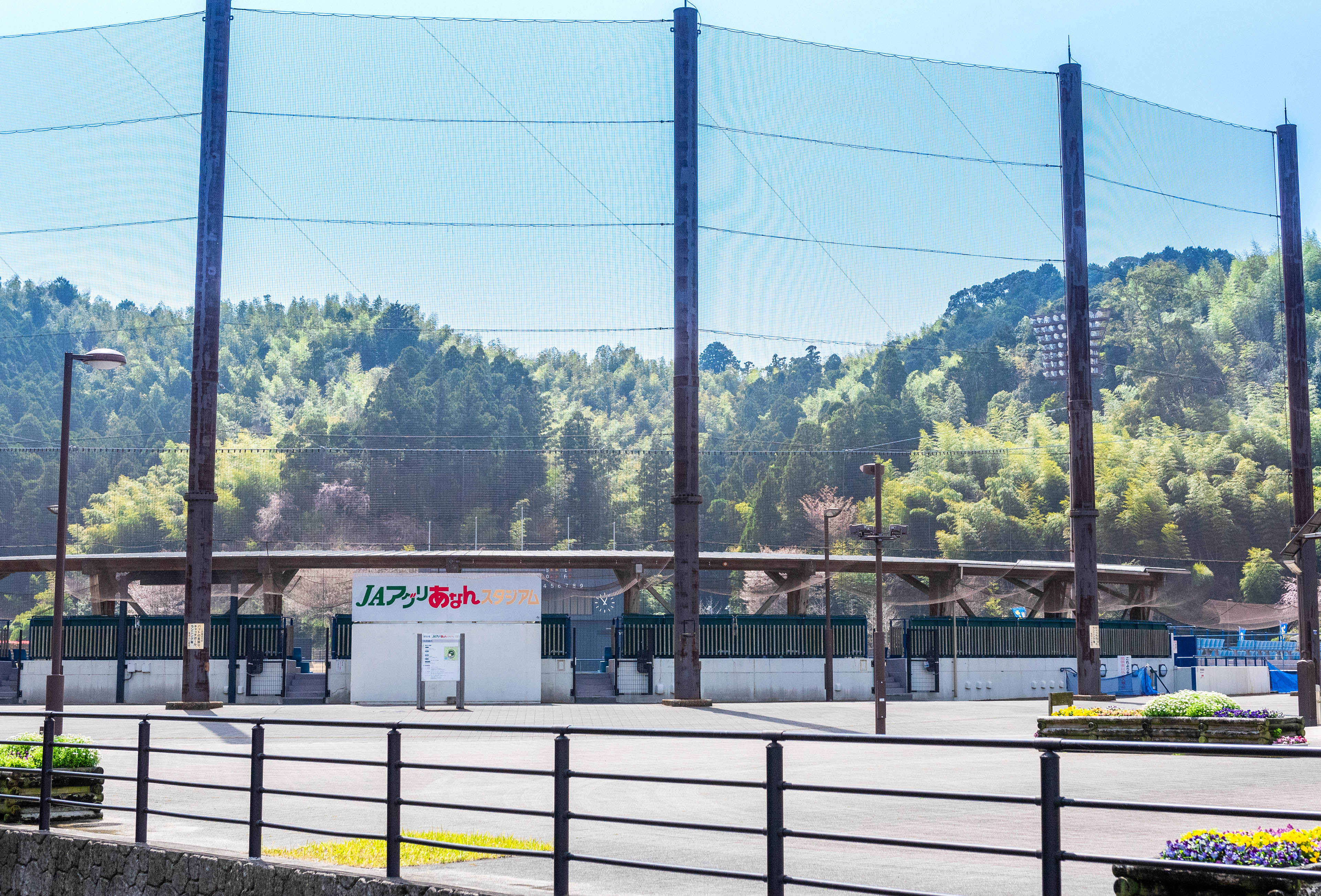

- 収容人員：約5,000人（内野スタンドに1,375人収容の座席、外野は芝生席約3,700名）
- バックネット裏に屋根架設
- スコアボード：磁気反転式
- バッテリー間の照度は2300Lxで「甲子園球場並み」[1]とされる（照度1）。
- 照明照度以外の施設使用料は概ねオロナミンC球場や蔵本球場と同額。
- 内野スタンドの一部にはバリアフリー対策が採られており、車椅子席が設置されている。
- 施設は徳島県が所有し、運営管理は阿南市に委託されている。
- 照明は以下の4段階から選択可能

|       | 内野   | 外野  | 備考                                                |
| ----- | ------ | ----- | --------------------------------------------------- |
| 照度1 | 1500Lx | 800Lx |                                                     |
| 照度2 | 750Lx  | 400Lx |                                                     |
| 照度3 | 500Lx  | 300Lx | オロナミンC球場や蔵本球場と照度・照明使用料とも同等 |
| 照度4 | 300Lx  | 150Lx |                                                     |

## 主な利用状況

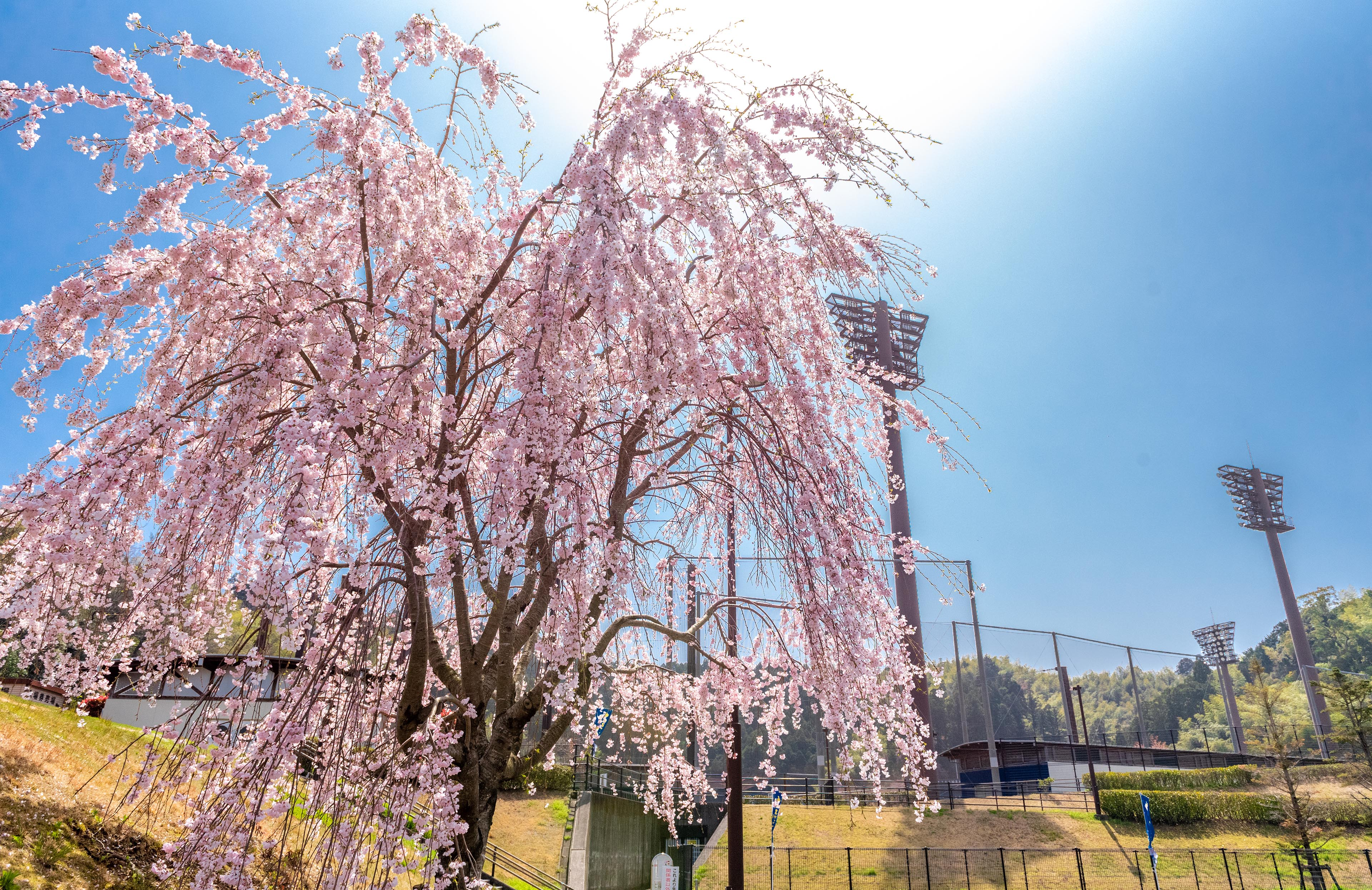

- 2007年5月20日　四国アイランドリーグ徳島対香川　約4,656人　ほか同リーグ公式戦
- 2007年5月27日　プロ野球名球会親善試合　約6,000人
- 2007年6月2日　西日本早起き野球大会
- 2007年7月30・31日　中日ドラゴンズ2軍対四国アイランドリーグ交流戦
- 2007年8月11日　マスターズ甲子園交流戦徳島大会（2009年も開催）
- 2008年2月1日　徳島インディゴソックスが当球場から春季キャンプ開始
- 2008年3月10日　群馬ダイヤモンドペガサス対徳島インディゴソックス交流戦
- 2008年3月22日　茨城ゴールデンゴールズ対徳島インディゴソックス交流戦 5300人
- 2008年3月28～29日　阿南市長杯四国・九州アイランドリーグ6球団トーナメント大会

本来は3月30日までの予定であったが、雨天のため30日の試合を中止して終了。
- 2008年4月19・20日　西日本生涯還暦軟式野球大会
- 2008年5月17・18日　県高校野球連盟招待野球大会（PL学園、岡山城東高校、阿南市内4校）
- 2008年6月4日　福岡ソフトバンクホークス2軍対四国・九州アイランドリーグ選抜チーム交流戦
- 2008年7月2日　紀州レンジャーズ対徳島インディゴソックス オープン戦
- 2008年8月9～17日　マスターズ甲子園徳島県大会
- 2008年11月22日　AMA杯争奪大会初大会
- 2009年3月14〜15日　阪神タイガース2軍対徳島インディゴソックス、四国・九州アイランドリーグ選抜チーム交流戦
- 2009年3月28日　プロ野球マスターズリーグ大阪ロマンズ対札幌アンビシャス公式戦　観客約3000人
- 2009年4月18日　第2回西日本生涯還暦野球大会
- 2009年8月5〜11日　大阪市立大学野球部が合宿練習
- 2009年8月23日　第4回中・四国還暦軟式野球大会（県内初開催）

## 主なエピソード
- 球場第1号の本塁打は、開園日の2007年5月20日にこけら落としとして開催された四国アイランドリーグ公式戦・徳島インディゴソックス対香川オリーブガイナーズ戦の初回に徳島先頭打者の山口寛史が放ち話題となった。

- また同試合では、同リーグ徳島のホームゲームとしては過去最多の4,656人を記録した。

- 2007年7月30・31日に中日ドラゴンズ2軍が交流戦を開催。これが県内初のプロ野球(NPB)チームのナイトゲームとなった。

- 2007年12月28日の徳島新聞朝刊において、読者が選んだ同年の県内十大ニュースの第6位に当球場の開園が選ばれる。

- 四国アイランドリーグの2007年の県内球場開催試合のうち、交流試合と7月29日の1回三好市開催分を除くと、平均入場者数は県内最多（1,615人）となった。[2]

- 2008年1月12日に阪神タイガースの藤本敦士内野手が当球場で自主トレーニングを公開。[3]

- 2008年3月22日に茨城ゴールデンゴールズと徳島インディゴソックスとの交流戦が開催された。アイランドリーグのチームとは初の対戦。

- 2008年4月5日の四国・九州アイランドリーグ徳島対愛媛の開幕戦では大沢啓二が始球式を行った。

- 2008年8月9～17日にマスターズ甲子園徳島県大会が徳島県で初めて開かれ、徳島商業高校OBが徳島県初代王者となった。来夏に甲子園球場で開かれる全国大会に出場することに。

- 2008年8月13日にミス・ユニバースの美馬寛子日本代表が徳島インディゴソックス公式戦において始球式を行った。

- 2008年9月6日に球場結婚式が開かれた。徳島インディゴソックス球団関係者が同公式戦開始前に挙式、選手や観客が祝福。徳島県では珍しい試み。今後球場結婚式について同球団では希望者には相談に乗るとしている。

- 2009年3月頃、見にくいと不評であった内野席の一部金網フェンスが張り替えられた。従来上下2枚だったものを1枚として繋ぎ目部分を無くし、金網の色も青から茶色に変更。取り外したフェンスは同公園の他施設へ流用された。

- 2009年8月5〜11日、初の誘致チームである大阪市立大学野球部が合宿練習を行った。同部監督らは球場や地元受け入れ態勢、関係者の熱心な世話を評価し「関西から遠くない場所にこんな良いグラウンドが」「自然に包まれ、グラウンドの整備状態も良くて驚いた」などと絶賛した。[4]

## 歴史
- 1993年　徳島県が徳島県南部健康運動公園の計画内容を発表
- 2005年　着工
- 2006年　ナイターの平均照度が設計当初の2倍の、それぞれ1500Lx・800Lxに変更[1]
- 2007年3月　竣工
- 2007年3月19日　愛称命名権売却先を募集開始
- 2007年4月27日　愛称命名権売却先が発表、「アグリあなんスタジアム」に。
- 2007年5月20日　徳島県南部健康運動公園最初の施設として開園
- 2009年3月頃　内野席の金網フェンス一部を張り替え

## 野球場を活用した地域振興

### 野球のまち阿南
阿南市は地元政財界と連携し、地域で人気の高い野球を通して地域振興や活性化を目指す「『野球のまち阿南』推進協議会」（以下「推進協」）を、2007年6月27日に設立した。同推進協は野球チームや企業など180団体からなり、四国アイランドリーグplusと徳島インディゴソックスの応援・後援の他、高校野球公式戦、プロ野球、社会人野球、大学野球の公式戦やキャンプの誘致活動を円滑に進めることを目的としている。阿南市の幹部職員114人は徳島インディゴソックスのファンクラブに加入し、官民を挙げて野球のまちづくりに取り組んでいる。2008年4月1日には推進協を充実させるため市は「野球のまち推進監」ポストを新設。嘱託職員1人、任期1年で実務を担当する。民間ではホームベースの形をしたフィッシュカツが開発販売されるなどまちづくりに呼応した動きが出ている。
この取組みを激励しようと、2008年4月に当球場で開催された西日本生涯還暦軟式野球大会に出場した草野球活動に造詣の深いスポーツ関連企業代表は、シアトル・マリナーズのイチローの記念ユニホームを市に寄贈した。阿南市では、シンボルとして活用したい考え。またそれを伝え聞いたイチローも阿南市のこうした取組みに賛同したとされる。その後市民などからこうした記念品の提供が続いていて、福岡ソフトバンクホークスの王貞治監督や、阿南市出身の代表的プロ野球選手3名である水野雄仁、條辺剛、柳田浩一のユニホームやバット、トロフィーのほか甲子園出場校の持ち帰ったグラウンド土などが多数寄せられている。こうした「野球のまち」への熱意に感心した全日本早起き野球協会長は、阿南市職員を同協会事務局長として就任要請した。
野球交流
- 2007年8月18～21日、阿南市は「野球のまち」の一環として国際野球交流を図ろうとモンゴルを訪問した。これは1990年代に那賀川町が同国と行っていた野球交流を再開させようとする試みであり、当野球場の完成が国際交流の機運を再びもたらせた。[6]2009年4月にモンゴルの少年に賛同者から寄贈されたグラブやボール431点を贈る予定。
- 2008年5月28日、室戸阿南海岸国定公園にも指定されている四国東南部の阿南市と高知県室戸市、同県安芸市は観光振興などを図るため「AMA地域連携協定」（AMAは各市名の頭文字）を結んだ。3市には阪神タイガースのキャンプ地安芸市営球場や室戸マリン球場、2007年に選抜高校野球に出場した高知県立室戸高等学校があり野球の共通素材でも交流する予定。今後3市民による各種野球大会などを開くほか、阿南市は先輩各市から野球振興のノウハウも学びたい方針[7]。2008年11月22日には初のAMA杯争奪大会が開かれ、来年以降も持ち回りで開催予定。

大会誘致
- 2007年10月、推進協の呼び掛けで市生涯還暦野球連盟が結成された。2008年4月19・20日には当野球場など県南部5球場で、県内初となる西日本生涯還暦軟式野球大会を開催した。将来は全国規模の野球大会誘致が狙い。2009年4月18日には当球場で第2回西日本生涯還暦野球大会が開催された。
- 2008年3月22日に阿南市制施行50周年記念事業も兼ねて、四国放送主催による茨城ゴールデンゴールズの、徳島インディゴソックスとの交流戦や一般公募選手との野球交流を開催。また2009年3月28日には四国放送主催によるプロ野球マスターズリーグ公式戦が開かれた。両年とも同社がラジオ放送による生中継を行っている。
- 2008年3月28～31日に、全6球団が初めて集結しての阿南市長杯四国・九州アイランドリーグトーナメント戦を開催。推進協と徳島インディゴソックスが地元ファンを増やそうと企画。リーグでは仕上がり具合の確認とお披露目のためにと2009年も同市で開催する予定と報じられた[8]が、その後徳島県営蔵本球場と吉野川運動公園野球場での四国4球団によるプレシーズンマッチに変更されて2009年は開催されなかった。2010年以降はプレシーズンの試合自体が実施されていない。
- 2008年5月17・18日、市では県高校野球連盟招待野球大会を開催した。これは県外の強豪校との対戦によって市内の高校野球のレベルアップを図ろうというもので、今後も招待試合を続けて将来的に甲子園出場に繋げたい考え。尚、県南部では当野球場付近の新野高校が1996年夏の甲子園に出場したほかは海南高校のみである。

合宿誘致
- 2009年8月5〜11日、大阪市立大学野球部約60名が阿南市で合宿練習を行った。2008年11月に当球場視察、2009年4月に正式決定。当球場と阿南工業高校グラウンド、雨天時に球場周辺小学校や高校の体育館を利用。同チームは従来は春に高知、夏に長野で合宿していたとする。大阪からの移動距離の少なさ、天然芝などに魅力を感じて決めたとする。合宿誘致は初めてで推進協ではこれを機に関西圏へ売り込む糸口としたい考え。[4]

イベント・社会貢献
- 2007年8月25日、徳島インディゴソックスの選手24名が市内の民家でホームステイにより交流。推進協初[9]かつ同リーグ初[10]の試みであり8世帯で野球少年らと触れ合いがもたれた。翌年2008年6月21日には選手ら約50人が、さらに2009年5月23日には選手25人が民家で交流を行った。このホームステイで選手の食生活の実態を聞いたファンら5人は2009年6月「胃袋サポート隊」を結成。当月の当球場試合から米や野菜などの食料品を選手に渡し、選手の食事を支援する狙い。[11]
- 2007年11月1日、阿南市は徳島インディゴソックス片山正弘投手（阿南市出身）に市野球大使を委嘱。少年野球との交流やアマチュア全国大会の開催、プロ野球キャンプ誘致活動に携わるとする。2008年4月7日には同投手は地元署の一日署長として交通安全キャンペーンに携わるほか、不登校児童と交流を行っており同投手の同年後半戦の白星と同じ数の木を寄贈するという。
- 2008年7月頃、徳島インディゴソックス金丸勝太郎選手の応援団「金丸をプロに送り隊」が結成された。同選手が盗塁を決める度に推進協に申し込みのあった障害者などに車椅子を寄贈していた（同選手は翌年開幕前に練習生降格後、退団）。
- 2008年10月19日、阿南市で「まちかどミュージアム」が開かれ、これまで推進協に寄せられたユニホームなどの寄贈品や、読売ジャイアンツの長嶋茂雄終身名誉監督のユニホームの出品物計100点が展示され約500人[12]が来場した。 12月21～23日には同様に徳島駅前でも開催され、徳島インディゴソックス2選手による記念サイン会も開かれた。
- 2009年10月18日、阿南市内で元プロ野球選手の桑田真澄による講演を推進協が企画。「スポーツで地域を元気にしたい」をテーマとして同氏の野球人生を700人が聞く。

球団支援
- 2007年12月10日、徳島インディゴソックスは四国アイランドリーグplusで初となる球団第2の事務所・阿南事務所を阿南市宝田町[13]に開設した。県南部の拠点として1名が常駐し、チケットやグッズ販売も行うとする。
- 2008年2月に推進協では徳島インディゴソックスの応援団と子供応援団「チアキッズ」を結成している。
- 推進協では2008年6月14日に長崎県で予定されていた徳島インディゴソックス遠征戦に合わせての応援バスツアーを企画し参加者を募った。
- 2008年9月17日、推進協の呼び掛けで「徳島インディゴソックス応援戦略会議」が発足し初会合。阿南商工会議所メンバーなどのファンが観客動員などで球団運営を支援する狙い。年4回会合を開くとされた[14]。
- 2009年5月、阿南商工会議所員らの徳島インディゴソックス私設応援団「インディゴ侍」はマスコットガールを募集。同年の当球場3試合に参加し応援する。大学生ら15人で結成した同年7月12日のデビュー試合では声援で活気を与えた。
- こうした支援策がなされてきたが、2009年の観客動員（他球場も含めた徳島主催試合）が前年比で20%以上の大幅な落ち込みを示したことから開催球場を見直すこととなった。2010年2月に発表された日程では、徳島の主催試合は徳島県営蔵本球場が14試合で最多となり、当球場は12試合で2番目であった。これについて、徳島の白石静生球団社長は「今後も阿南市に協力をお願していく姿勢に変わりはない」とコメントしている[15]。最終的には天候不順等による振替で、2010年の開催試合数は最多の14試合（蔵本球場は12試合）となった。2011年も当初日程では蔵本（JAバンク徳島）の12試合に次ぐ11試合だったが、最終的には振替により最多の12試合（蔵本は11試合）を開催している。しかし、2012年は主催36試合中23試合を蔵本で開催したのに対し、当球場は6試合に減少し、事実上ホームグラウンドを譲った。

行政への活用
- 2007年12月27日、阿南警察署は本日より庁舎に設置されている徳島県内最大規模の電光掲示板において、徳島インディゴソックスの選手を起用し防犯等を呼び掛ける画像の放映を始めた[16]。また市内の児童福祉団体では同様の選手の写真を用いたポスターを作り啓発を行っている。
- 2008年から市ではふるさと納税募集にあたり、納税希望者の希望使途に「野球のまちづくり」の選択肢を用意している。市出身の野球解説者水野雄仁元選手はこれを利用し寄付を申し出た[17]。
- 2009年に当球場で開かれる徳島インディゴソックスの公式戦20試合において県警は、振り込め詐欺を撲滅するキャンペーンを開く。電光掲示板にメッセージを表示するほか歌を流して観客に注意を呼び掛ける。

球児指導
- 2008年11月30日、阿南市新野体育協会は阿南市立新野小学校において、野球のまちづくりの一環として元プロ野球選手の佐藤義則、藤井康雄両コーチを招いた小中学生約70人への野球教室、講演会、グッズ展示を開いた。
- 2008年12月14日、徳島県少年野球連盟は当球場において、創立30周年記念としてプロ野球選手の多村仁、新垣渚と児童240人との交流イベントを開いた。
- 2008年12月27日、阿南市出身の住民有志は当球場において、現・元プロ野球選手の涌井秀章、平尾博嗣、水野雄仁ら5人による小中学生約120人への野球教室を開いた。

観光活性化
- 徳島県南部の複数球場にまたがる野球大会では、事前に推進協では参加者に対して希望球場環境を問い周辺の観光情報も伝達しており、野球好きの団塊の世代へ好評だとされる。[18]
- 2009年9月、推進協はホテル業者や旅行代理店とアイデアを出し合い、当球場での試合と県南の観光地巡りをセットにした野球観光ツアーを企画。全国500の還暦チーム中心にPRし、球場繁忙期以外の4〜7月、9〜11月の県内11チームとの交流対戦を図る。翌月にはパンフレットを作成。[19]

波及効果
- 経済効果 - 2008年、「野球のまち」事業による2008年の1年間の市内への経済効果は、同市の特産品であるタケノコの出荷額2億4,000万円の半分に相当する1億2,000万円に上ると推進協が算定した。観客や選手の交通費、飲食費、宿泊費、球場使用料などから算定。なお同年の市などからの公的支出は約450万円としている。またクリーニング業では球団来訪時は注文増の効果もみられたという。[20]

### 徳島県
- 徳島県では2007年3月に策定した「徳島県南部圏域振興計画」において当野球場を筆頭に挙げ、主に関西圏の大学や企業のスポーツ合宿誘致やプロ試合招致の取り組みを掲げた。その後、2008年7月に発表された「平成20年度南部圏域課題解決プラン実施計画」では、利用状況から合宿拠点に特化せず広くスポーツ交流イベントの拠点として位置づけられた。
- 2008年7月に発表された「平成20年度南部圏域課題解決プラン実施計画」では、新規施策としてアグリあなんスタジアムで行われる試合情報等について道路情報提供装置に表示し、広く通行者に周知するとしている。2009年3月のプロ野球マスターズリーグ公式戦開催前には、同試合を告知する表示が県道上の電光掲示板でなされた。

## 交通
阿南市のほぼ中央に位置。
車
- 徳島津田インターチェンジから：約26km・約40分
- 徳島市から　国道55号を南下→小松島市大林町・大林北交差点を県道130号へ→阿南市上中町南島で県道24号へ→阿南市桑野町で国道195号へ入り1km。

- 公園内駐車場 収容台数：326台
- 同公園の多目的広場が駐車場として利用されることも。
- 公園周辺に臨時駐車場とシャトルバスが設けられることも。

鉄道
- JR牟岐線・桑野駅から：徒歩2km・約25分
- 駅からバスに乗り換えでは1停留所区間

バス
- 徳島バス「内田東」停留所

## 関連文献
- 田上重之『野球のまち阿南をつくった男』大学教育出版、2021年5月25日。ISBN 978-4866921204。 著者は元阿南市産業部野球のまち推進課長